# Geneviève Vergez-Tricom
Geneviève Vergez-Tricom, née le 16 juillet 1889 à Paris et morte le 7 décembre 1966 à Yzeure est une géographe et historienne française. Après un parcours commencé en histoire, elle se spécialise en géographie où elle fait partie des premières françaises agrégées, enseignantes, et à publier dans des publications géographiques. Elle développe l'usage du cinéma en géographie et ses films pédagogiques sont largement diffusés. Ses travaux sur la Roumanie sont récompensés du grand prix de géographie de Ferdinand 1er en Roumanie.

## Biographie
Geneviève Vergez-Tricom fait ses études à Paris-Sorbonne où elle obtient une licence et un diplôme d'études supérieures en 1923. Elle publie de très nombreuses notes dans les Annales de la géographie et s'oriente, sous l'influence d'Emmanuel de Martonne, dans la géomorphologie avec un mémoire remarqué et longtemps de référence sur le relief des environs de Paris. De 1922 à 1926, elle est chargée de travaux pratiques à la Sorbonne. Grâce à Emmanuel de Martonne, elle est détachée de 1924 à 1927 comme institutrice à l'institut français de Bucarest. L'objectif est alors de développer ailleurs les recherches de De Martonne, mais le terrain de recherche est plus complexe qu’espéré pour les différents disciples. Elle passe l'agrégation masculine, qui lui est ouverte depuis 1924, en 1928. Elle est la première femme agrégée de géographie. Elle devient ensuite enseignante en lycée à Cherbourg, Tourcoing et Lille. À partir de 1940 elle enseigne en classes préparatoires au Lycée Jules Ferry à Paris puis à partir de 1955 à Camille-Sée, ce qui fait d'elle l'une des pionnières dans ce domaine,.

## Travaux

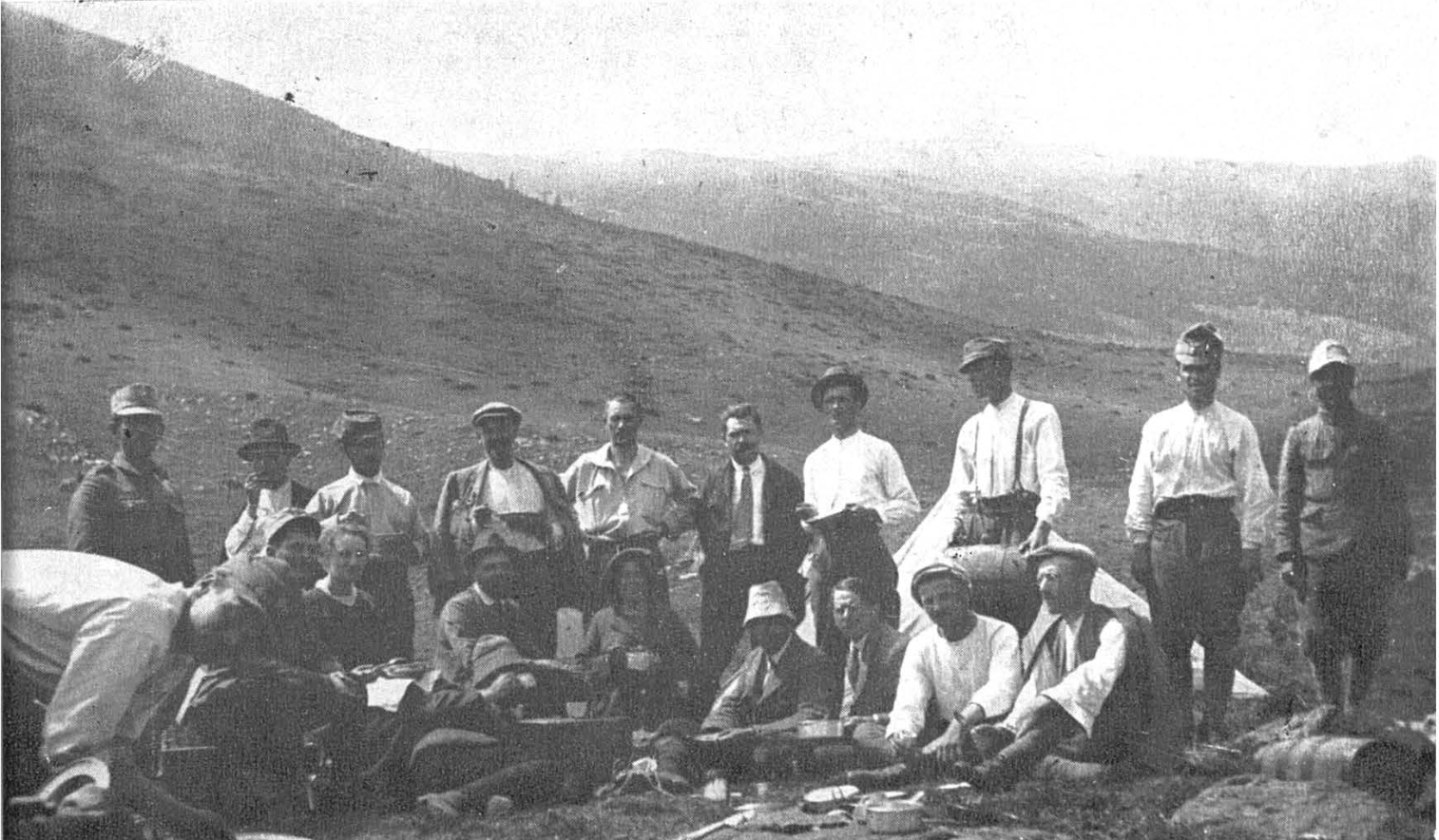
Geneviève Vergez-Tricom sur le terrain dans les Carpates. En bas de gauche à droite : le commandant Georgescu, Girard, Emmanuel de Martonne, et Geneviève Vergez-Tricom.

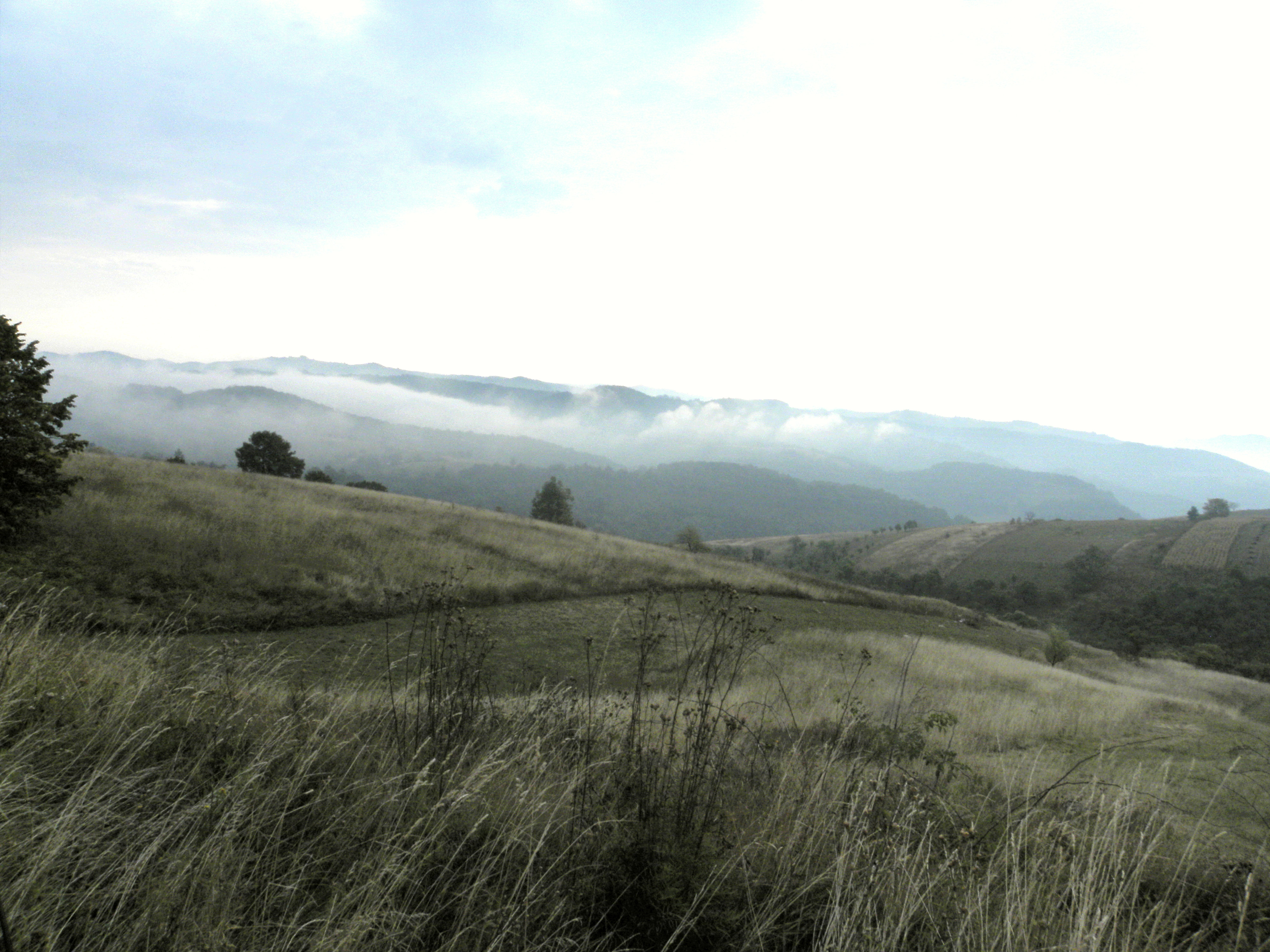
Paysage du Banat.

Geneviève Vergez-Tricom commence ses publications dans le domaine de l’histoire avec un mémoire sur « l’esprit public dans le département du Rhône depuis 1852, à la proclamation de l’Empire ». Sous l'influence d' Albert Demangeon, elle s'oriente vers la géographie avec en 1917 une étude sur la ceinture maraîchère de la région parisienne, une étude dite « féminine », dans la lignée de celles proposées à Myriem Foncin. Geneviève Vergez-Tricom fait son terrain à bicyclette en distribuant de nombreux questionnaires. 
Elle publie ensuite de manière polyvalente sur de nombreux sujets géographiques dans les Annales de la géographie. Elle est par exemple l'autrice de la 3e table décennale, en étant « la collaboratrice la plus fidèle et la plus efficace de cette revue ». Geneviève Vergez-Tricom est parmi les premières femmes à publier dans des revues de géographie, comme le Bulletin de l'Association des géographes français. Cette polyvalence est également thématique, avec plusieurs articles en histoire entre 1920 et 1925 sur la révolution de 1848 et le Second Empire.
Geneviève Vergez-Tricom commence des recherches pour une thèse, sous le direction d'Emmanuel de Martonne dont la Roumanie est un terrain d'études, mais ses travaux n'aboutiront pas sous la forme d'un doctorat. Elle s'intéresse à la géographie urbaine à travers le cas de Bucarest, étude publiée en 1927 avec Robert Ficheux. Ces recherches en Transylvanie et au Banat sont récompensées par un prix de 10 000 francs de la Fondation du roi Ferdinand 1er. Elle rédige notamment des notices encyclopédiques sur des villes roumaines.
Geneviève Vergez-Tricom utilise le film comme outil pédagogique au sein d'un groupe d'enseignants cinéastes laïques pionniers dans le domaine, avec la mise en place de la revue Film en 1936 et Cinéma Éducation. Elle est sélectionnée à ce titre en 1935 pour participer au Congrès de l'Association pour la documentation photographique et cinématographique dans les sciences et au Salon de la cinématographie. Ses films sont régulièrement projetés, comme à la Biennale de Venise. 

## Engagement
Geneviève Vergez-Tricom est connue pour son engagement syndicaliste et féministe.

## Distinction
- Grand prix de géographie de Ferdinand 1er en Roumanie en 1930 avec Robert Ficheux[1].

## Publications

### Écrits
- Geneviève Vergez-Tricom, 3e table décennale, 1912-1921, A. Colin, 1922 (lire en ligne)
- Geneviève Vergez-Tricom, « La vie politique et les partis à Lyon en 1852 », Revue d'Histoire du XIXe siècle - 1848, vol. 20, no 98,‎ 1923, p. 82–101 (DOI 10.3406/r1848.1923.1716, lire en ligne, consulté le 16 novembre 2024)
- Geneviève Vergez-Tricom et Robert Ficheux, « Bucarest », Annales de géographie, vol. 36, no 201,‎ 1927, p. 213–231 (DOI 10.3406/geo.1927.8747, lire en ligne, consulté le 16 novembre 2024)
- Geneviève Vergez-Tricom, « Filme et géographie », Film, no 1,‎ 1936
- Georges Weulersse et Geneviève Vergez-Tricom, Le Monde, moins l'Europe, l'Asie russe et les colonies françaises, A. Colin, 1938 (lire en ligne)

### Films
- La Montagne
- Trader-Horn
- Le travail des eaux courantes, qui obtient le visa Film d'enseignement et d'éducation[16]
- Le Bassin parisien